# Siergiej Kowalenko (rosyjski zapaśnik)
Siergiej Władimirowicz Kowalenko (ros. Сергей Владимирович Коваленко; ur. 25 maja 1976) – rosyjski zapaśnik walczący w stylu klasycznym. Olimpijczyk z Pekinu 2008 zajął siódme miejsce w kategorii do 66 kg.
Brązowy medalista mistrzostw świata w 2006. Wicemistrz Europy w 2006 i trzeci w 2005. Pierwszy w Pucharze Świata w 2006 i piąty w 2008. Najlepszy na igrzyskach wojskowych w 2007. Brązowy medalista uniwersyteckich MŚ z 1998 i 2004 roku.
Mistrz Rosji w 2005 i 2006; drugi w 2007, a trzeci w 1999 i 2000 roku.